# Conrad Rochat
Conrad Rochat (* 10. Juli 1927; † 24. Mai 2014) war ein Schweizer Skispringer.

## Werdegang
Bei den Schweizer Junioren-Meisterschaften 1947 in Wengen gewann Rochat, der für Le Brassus startete, die Silbermedaille im Einzel hinter Jacques Perreten.
Bei der Nordischen Skiweltmeisterschaft 1954 in Falun erreichte Rochat nach Sprüngen von der Normalschanze auf 65,5 und 62,5 Meter punktgleich mit Nils Lund den 44. Platz.
Zwei Jahre später gehörte er der Schweizer Mannschaft bei den Olympischen Winterspielen 1956 in Cortina d’Ampezzo an und landete mit zwei Sprüngen von der Normalschanze auf 68,5 Meter auf dem 40. Platz.